# 第七屆十大中文金曲得獎名單
第七屆十大中文金曲得獎名單列出1985年3月舉行之第六屆十大中文金曲頒獎音樂會的得獎名單。

## 十大中文金曲名單
- 《Monica》——（主唱：張國榮 作曲：吉川晃司 填詞：黎彼得）
- 《偶遇》——（主唱：林志美 作曲：李雅桑 填詞：鄭國江）
- 《似水流年》——（主唱：梅艷芳 作曲：喜多郎 填詞：鄭國江）
- 《酒矸倘賣無》——（主唱：蘇芮 作曲：侯德健 填詞：侯德健）
- 《愛的根源》——（主唱：譚詠麟 作曲：陳斐立 填詞：林敏驄）
- 《天籟》——（主唱：關正傑 作曲：盧冠廷 填詞：卡龍）
- 《摘星》——（主唱：陳百強 作曲：顧嘉煇 填詞：林振強）
- 《再度孤獨》——（主唱：甄妮 作曲：伊藤薰 填詞：林振強）
- 《愛在深秋》——（主唱：譚詠麟 作曲：李鎬俊 填詞：林敏驄）
- 《愛到發燒》——（主唱：林子祥 作曲：——﹡原曲為英文歌《Let It Whip》 填詞：林振強）

## 最佳唱片封套設計獎
- 《飛躍舞台》——（陳幼堅 / 劉培基 主唱: 梅艷芳）
- 角逐名單：《愛到發燒》——（鮑皓昕）、《你留我在此》——（劉天蘭）

## 最佳唱片監製獎
- 《愛的根源》——（關維麟）

## 最佳中文(流行)歌曲獎
- 你留我在此 ——（陳永良）

## 最佳中文(流行)歌詞獎
- 摘星 ——（林振強）

## 最有前途新人獎
- 陳慧嫻
  - 演繹歌曲：逝去的諾言
- 角逐名單：呂方(你令我快樂過)、張南雁(可知我是誰)、林珊珊(戀愛預告)、王雅文(可否陪伴我多一次)、張國強(黑色機械人)、小虎隊(伴我啟航)

## 最有創意歌曲獎
- 《電光霹靂舞士》（徐日勤）

## IFPI 大獎
- 譚詠麟

## 最高榮譽獎
- 劉東